# Weston-super-Mare AFC

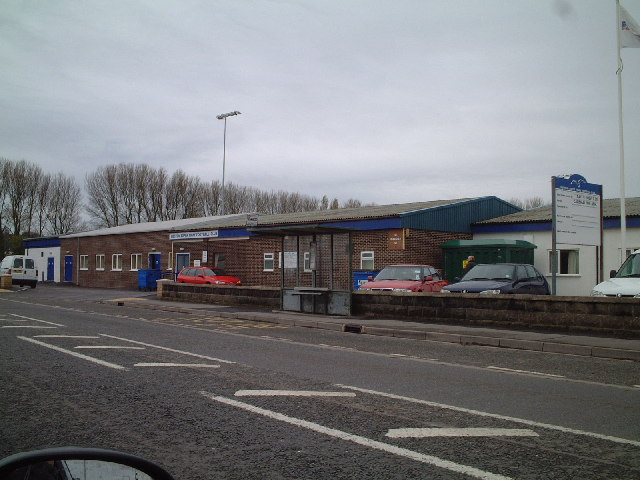
Sportcomplex van Weston Super Mare Football Club

Weston-super-Mare AFC is een Engelse voetbalclub uit Weston-super-Mare, Somerset.

## Geschiedenis
De club werd in 1887 opgericht en speelde zijn eerste wedstrijd tegen dichte buur Clevedon Town. In 1900 sloot de club zich aan bij de Western Football League en verliet deze na twee seizoenen. In 1910 keerde Weston terug en bleef tot aan de Eerste Wereldoorlog.
Tussen beide Wereldoorlogen speelde de club in plaatselijke competities. Bij het uitbreken van de Tweede Wereldoorlog werd de club opgeheven. In 1948 werd de club heropgericht. Weston sloot zich aan bij de Division Two van de Western League. In 1960 werd de Western League samengevoegd tot één divisie. Toen in 1976 opnieuw een tweede divisie kwam, werd Weston in de Premier Division geplaatst. In 1987, 100 jaar na de oprichting, was de club nog nooit gepromoveerd of gedegradeerd.
Twee jaar later kwam daar verandering. John Ellener werd trainer werd en haalde de titel binnenhaalde waardoor Weston gepromoveerd werd naar de Midland Division van de Southern League. In 2002/03 werd de tweede plaats behaald en promoveerde de club naar de Premier Division. In het eerste seizoen werd de tiende plaats bereikt wat voldoende was om te promoveren naar de nieuw opgerichte Conference South waar de club nog steeds speelt. Na seizoen 2006/07 zou de club degraderen, maar nadat Farnborough Town in vereffening ging en degradeerde en doordat Hayes FC en Yeading FC fuseerden, kon Weston toch in de Conference South blijven.